# Roburine A
La roburine A est un ellagitanin. 
La roburine A peut être isolée du bois de chêne (Quercus robur, Q. petraea, Q. suber et Q. alba notamment). Elle peut aussi être trouvée dans certains vins élevés en fûts de chêne.
Les roburines A et D sont des dimères de la vescalagine.